# Maria Amélia Santos
Maria Amélia do Carmo Mota Santos (ur. 25 sierpnia 1952 w Lizbonie) – portugalska polityk, historyk i nauczycielka akademicka, parlamentarzystka krajowa IV, V, VIII i IX kadencji, od 1989 do 1994 posłanka do Parlamentu Europejskiego III kadencji.

## Życiorys
Ukończyła studia historyczne na Uniwersytecie Lizbońskim, a także kurs artystyczny w Conservatório Nacional de Lisboa. Pracowała jako nauczycielka w szkołach. Później uzyskała doktorat z zakresu historii instytucjonalnej na Universidade Nova de Lisboa, publikowała prace naukowe z zakresu historii, edukacji i sztuki.
Przystąpiła do ugrupowania Zielonych. W latach 1985–1989 i 1999–2005 zasiadała w Zgromadzeniu Republiki IV, V, VIII i IX kadencji. W 1985 uzyskała mandat z listy Portugalskiej Partii Komunistycznej (jako reprezentantka Zielonych), w 1987 z ramienia samodzielnego komitetu Zielonych, zaś w 1999 i 2005 była wybierana z listy Partii Socjalistycznej. W latach 1987–1989 kierowała parlamentarną frakcją Zielonych.
W 1989 uzyskała mandat posłanki do Parlamentu Europejskiego z listy Unitarnej Koalicji Demokratycznej. Początkowo należała do Grupy Zielonych, w której od lipca 1989 do marca 1991 sprawowała funkcję przewodniczącej. W lipcu 1991 przeszła do grupy socjalistów, odchodząc zarazem z krajowej partii Zielonych i zostając deputowaną bezpartyjną. Sprawowała m.in. funkcję wiceprzewodniczącej Delegacji ds. stosunków z państwami Azji Południowej i SAARC. W późniejszym okresie zaangażowała się w uczestnictwo w organizacjach poświęconych współpracy międzynarodowej i edukacji. Pracowała także jako dyrektor techniczny portugalskiej delegacji do Europarlamentu i doradczyni ministra kultury. Została zatrudniona jako wykładowczyni w Escola Superior de Educação de Setúbal.
Komandor Orderu Infanta Henryka i Orderu Zasługi Republiki Włoskiej.